# سبزجامه گلوخاکستری
سبزجامه گلو خاکستری یا فرخنده بیشه گلوخاکستری (نام علمی: Chlorospingus canigularis) گونه‌ای از پرندگان است که به‌طور سنتی در تیرهٔ فرخندگان (Thraupidae) جای می‌گیرد، اما شاید نزدیک‌تر به Arremonops در Passerellidae باشد. در کلمبیا، کاستاریکا، اکوادور، پاناما، پرو و ونزوئلا یافت می‌شود. زیستگاه‌های طبیعی آن جنگل‌های خشک نیمه‌گرمسیری یا گرمسیری، جنگل‌های جلگه‌ای نمناک نیمه‌گرمسیری یا گرمسیری و جنگل‌های کوهستانی نمناک نیمه‌گرمسیری یا گرمسیری است.